# Mausolée de Bourgogne
 (décembre 2011).
Le mausolée de Bourgogne en Champagne est un caveau familial imposant, de style byzantin construit dans le cimetière de cette commune, entre 1898 et 1914, destiné à servir de sépulture aux membres d'une famille locale. Ce monument, construit en pierre de taille, d'un aspect extérieur volontairement dépouillé, offre une ornementation intérieure d'une grande richesse avec ses mosaïques, ses marbres, sa sculpture centrale, réalisés par des artistes et des artisans prestigieux. Il est situé à Bourgogne, commune de Bourgogne-Fresne, dans la Marne. Il est classé au titre des Monuments Historiques.

## Historique

### Origine: la famille Promsy
Marie-Théodorine Zoé Promsy est issue d'une famille de riches propriétaires terriens et de fabricants dans le domaine du tissage, de la commune de Bourgogne (Marne). Elle épouse à Reims, en 1868, Jean-Marie Léon Faynot, substitut du procureur impérial, puis conseiller à la cour d'appel de Paris, et président des Assises de la Marne en 1885 et 1888. Au lendemain du décès de ce dernier, le 24 décembre 1895[pas clair], Marie-Théodorine décide d'honorer la mémoire de son mari et de sa famille par l'édification d'une construction à la mesure de ses sentiments.

### Chronologie de la construction
Madame Faynot demande à la commune un emplacement dans le cimetière pour y faire ériger le monument projeté. Il s'agit d'élever un mausolée inspiré de l'art religieux byzantin de l'époque des Ve et VIe siècles, du genre du Mausolée Galla Placidia à Ravenne. Elle s'adresse, à l'époque, à celui qu'elle considérait comme le plus apte à faire aboutir son projet, Octave Courtois-Suffit, un architecte parisien et Grand Prix de Rome.
Entrepris vers 1898, les travaux durèrent jusqu'en 1914. Ils furent interrompus deux années en raison d'un litige avec l'entrepreneur. Mais l'événement majeur se produisit en septembre 1906. Madame Faynot résolut de se rendre en Terre sainte, en passant par la Grèce, où, dit-on, elle devait choisir des marbres destinés à orner l'intérieur du mausolée et à dresser un autel. Elle succomba sur le paquebot, en route vers Jérusalem, et son corps fut immergé. La sépulture princière qu'elle destinait aux siens et à elle-même ne lui servit pas. L'édification du monument fut cependant poursuivie par les héritiers et elle était à peine terminée en 1914, à l'arrivée de la Grande Guerre.
Cette crypte n'a pourtant pas subi le sort des dernières maisons du village, que les Allemands ont fait sauter, avant de quitter les lieux ; probablement, les occupants portaient un intérêt à ce monument. A. Barot, qui a rédigé un journal relatant les événements dans le village durant toute la grande guerre, fait part de l'incessant défilé des soldats et officiers allemands, venus parfois de très loin pour visiter le monument. On peut aussi supposer que la crypte, couverte en pierre dure, a servi d'abri à l'ennemi, qui n'en procédât pas moins à l'enlèvement de la chape de plomb qui protégeait les voûtes de l'édifice, fragilisant ainsi la construction et favorisant les infiltrations. À l'Armistice, le mausolée servit d'église en attendant la construction d'une baraque-chapelle provisoire et la reconstruction de l'église. Il ne subit, par chance, aucun dommage lors de la Seconde Guerre mondiale.

## Description

### L'extérieur

#### Aspect général

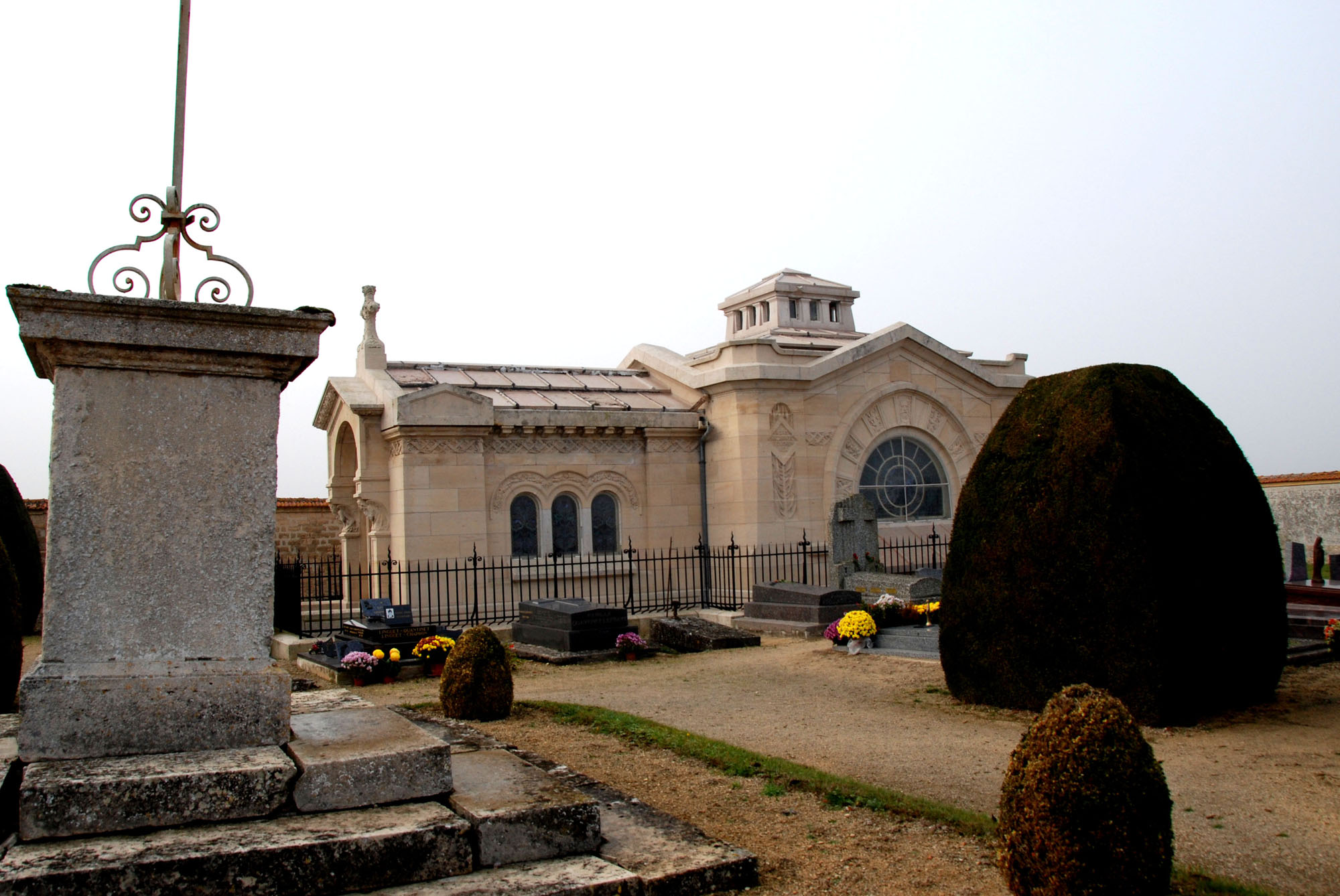
Le mausolée.

Le mausolée est de plan cruciforme avec abside, dôme et portique. Il mesure approximativement 18 mètres de long et 10 mètres dans sa plus grande largeur et hauteur. Il est orienté nord-sud.
S'inspirant du style religieux byzantin, l'aspect extérieur est volontairement dépouillé pour offrir un contraste frappant avec la richesse de l'ornementation intérieure. Seule la mosaïque du tympan du porche en donne une première idée.
L'édifice est construit en pierre de grand appareil : pierre de taille identique à celle de la cathédrale de Reims et extraite vraisemblablement des carrières du Mont Aimé, près de Vertus.
Il est entouré d'un fossé dont la profondeur correspond à celle de l'intérieur du corps central.
Le gros œuvre a été réalisé par des artisans belges, alors que la décoration intérieure l'a été par des artisans italiens.

#### Composition
L'essentiel de la construction visible est  un corps central en forme de croix latine. Une tourelle carrée protège la coupole hémisphérique que l'on voit à l'intérieur et dont le centre se trouve au-dessus de la sculpture du magistrat. Le  porche à baldaquin est surmonté d'une croix d'une grande simplicité. Les deux colonnes, encadrant le portail, sont surmontées de deux anges qui soutiennent l'arc frontal. L'un a les cheveux courts et semble en prière, l'autre, aux cheveux longs, a un air méditatif.
L'angle au sommet est souligné par une frise à fleurs. Une colombe se tient au centre et à chaque extrémité. Un portique, éclairé de chaque côté par trois fenêtres cintrées, recouvre l'escalier descendant au corps central. Celui-ci est clôturé au nord par une abside dont la voûte en cul-de-four, a la forme d'une demi-coupole.

#### Ornementation extérieure
Malgré sa sobriété, la sculpture extérieure présente quelque intérêt. Une frise aux motifs floraux entrelacés anime et parcourt les murs de l'ensemble de l'édifice. Les façades Est et Ouest, similaires, méritent une attention particulière : deux panneaux verticaux, situés de part et d'autre du vitrail semi-circulaire, comportent deux losanges soutenus par une longue tige florale palmée. L'inscription "Jésus de Nazareth, Roi des Juifs" est sculptée en latin dans le losange de gauche et en hébreu dans celui de droite.
Enfin, une large arcade décorative entoure le vitrail central et présente neuf sculptures symbolisant les épisodes et les instruments de la Passion. En suivant de gauche à droite, tout d'abord le marteau et les clous, puis le fouet de la flagellation, l'éponge vinaigrée, les cactus de la Croix, au sommet, puis la lance qui a percé le flanc du Christ, une amphore de vin avec du blé, la couronne d'épine et enfin les tenailles.
Les coloris des vitraux, uniquement composés de motifs floraux (avec une croix au centre pour les deux principaux) ne prennent toute leur valeur que vus de l'intérieur sous l'effet de la lumière du jour.

### L'intérieur

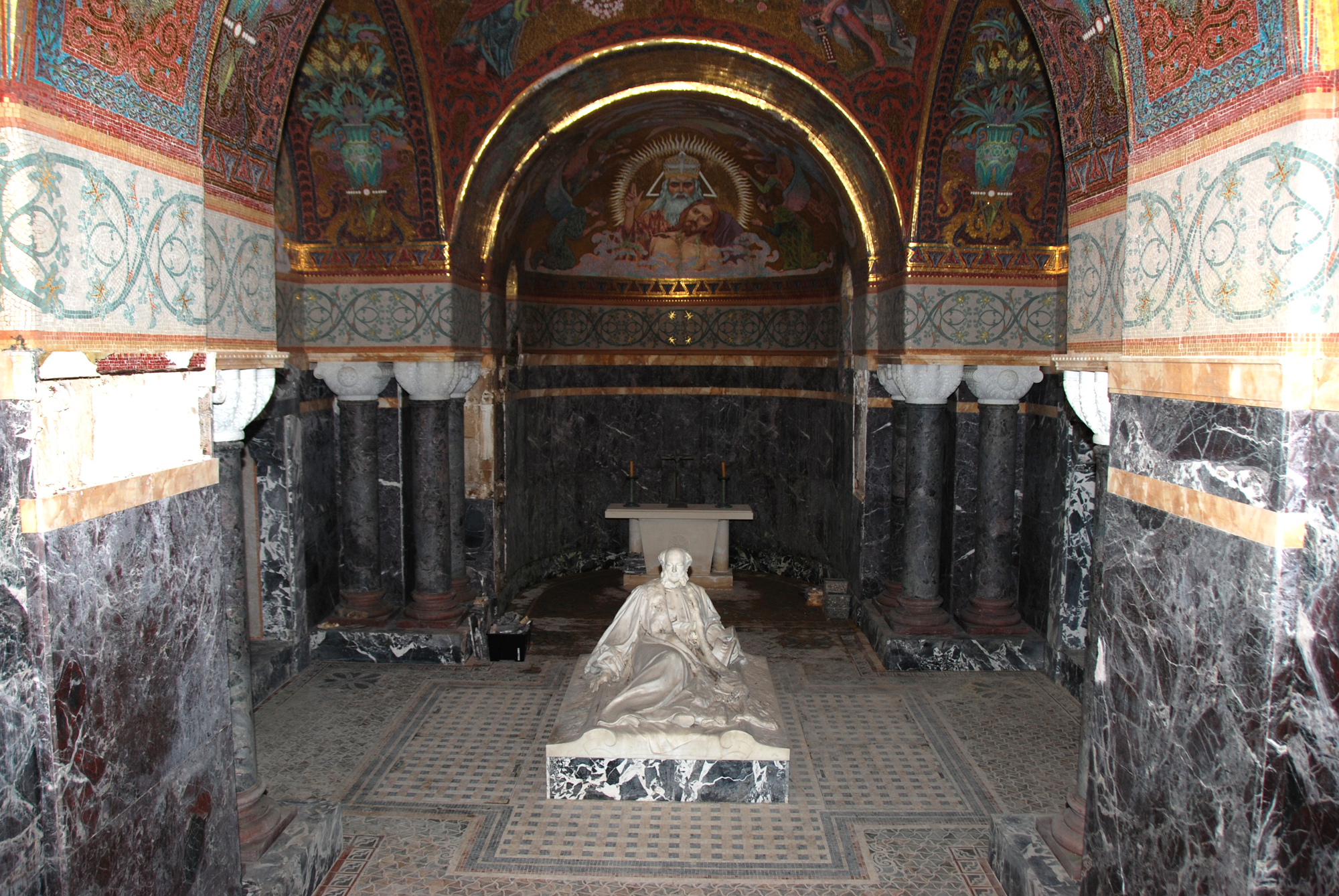
Vue d'ensemble en 2011.

Le décor de mosaïques multicolores, s'associant ou s'opposant aux marbres rares, met en valeur l'imposant tombeau de Jean-Marie Léon Faynot. L'architecte Courtois-Suffit et les peintres-architectes-décorateurs Georges Rochegrosse (1859-1938) et René-Martin, ainsi que le sculpteur Gustave Michel, ont fait une œuvre personnelle et originale.

#### Aspect général
Le portique recouvre un escalier de 11 marches qui s'enfonce vers le centre de l'édifice, dont le seuil se situe à environ 3 m sous terre. Le niveau du corps central est délimité par la surface carrée de la croix grecque. Celle-ci est surmontée d'une coupole hémisphérique qui définit l'espace intérieur (dont la hauteur avoisine une dizaine de mètres). La coupole est supportée par quatre ensembles de colonnes et par le triangle de quatre pendentifs qui établissent le passage du carré au cercle.
La statue du Juge Jean-Marie Faynot, imposante par ses dimensions, occupe le centre de la croix à l'aplomb de la coupole. L'abside, qui prolonge l'édifice au nord, délimite un espace destiné à recevoir un autel.
Les branches Est et Ouest de la croix sont circonscrites par une arcade en plein cintre faisant corps avec les pendentifs et sont ornés, en hauteur, d'un vitrail en demi-cercle. Celui-ci surmonte, de part et d'autre, un fronton sous lequel s'inscrit le mémorial des membres de la famille Promsy, enterrés dans le mausolée. Quatre trappes dans le sol permettent d'accéder à la crypte, profonde d'une dizaine de mètres, où reposent les corps des défunts.

#### Décoration

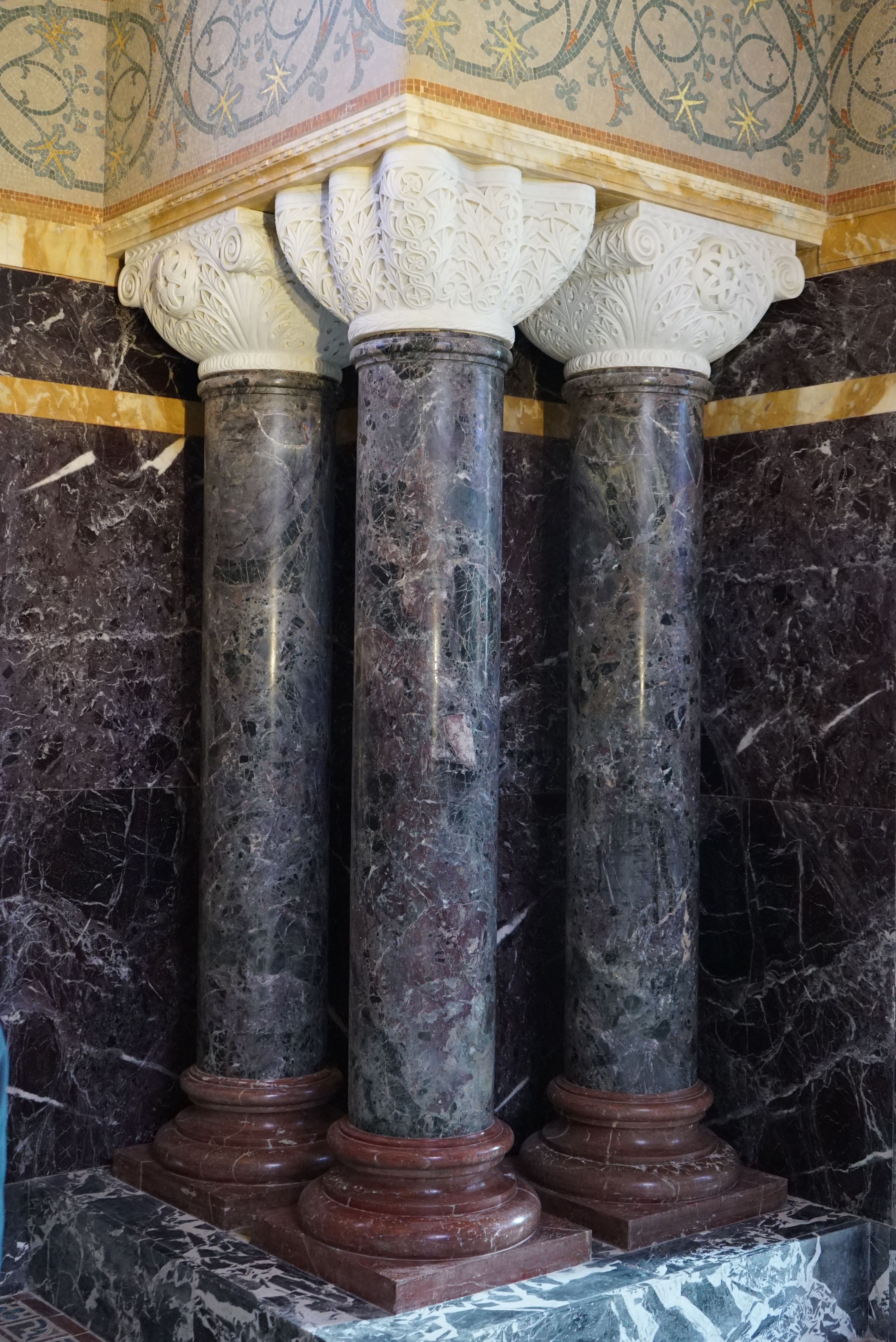
Triple colonnade en marbres.

Le marbre et la mosaïque constituent les deux principaux revêtements utilisés pour l'intérieur du mausolée. Les marbres précieux proviennent de carrières et de gisements célèbres :
- marbre blanc de Carrare (Toscane),
- Serpentine verte des Alpes italiennes,
- Rossoto Levanto,
- Porphyre rouge d'Italie,
- Griotte rouge de Sainte-Marie-Campan (Pyrénées)
- Onyx de Grèce,
- Marbre ocre dit "fleur de pêcher",
- Grand Antique (Ariège),
- Paonazo,
- Rouge-royal (carrière ardennaise de Rance en Belgique).

La mosaïque est un assemblage d'éléments multicolores en émail, en verre ou encore en céramique, pour former des motifs ou des figures incrustés dans un ciment. Ces éléments sont appelés des tesselles. Elles ont généralement une forme de cube. Les tesselles dorées sont obtenus en recouvrant une feuille d'or avec du verre.
Une frise byzantine, large d'environ 50 cm, soulignée par une bande de marbre brun orangé et s'alignant sur la base des fenêtres du portique, fait le tour de l'intérieur de l'édifice et opère une transition entre les surfaces voûtées et les surfaces murales perpendiculaires. Cette frise est un rinceau en mosaïque (dont le motif : pampre de vigne avec sarments et raisins) représente un symbole funéraire d'origine romaine. On le retrouve, par ailleurs, comme motif d'ornement du mémorial.
Les voûtes sont entièrement revêtues de mosaïques.
Les murs et l'escalier sont recouverts de plaques de marbre; colonnes et chapiteaux sont aussi taillés dans le marbre.
Le sol est recouvert d'un carrelage italien en céramique.
L'opposition des couleurs austères des marbres et des couleurs vives des mosaïques apporte un contraste frappant qui met en relief les principaux motifs décoratifs de l'ouvrage.
Le marbre blanc de Carrare de la statue du juge Jean-Marie Faynot, qui orne également les chapiteaux des colonnes, se détache lumineusement des couleurs sombres des murs marbrés.
Mais la recherche des effets colorés se trouve essentiellement dans la réalisation des mosaïques par une assimilation des techniques de la peinture à l'huile ou de l'aquarelle et des couleurs.

#### Principaux ornements

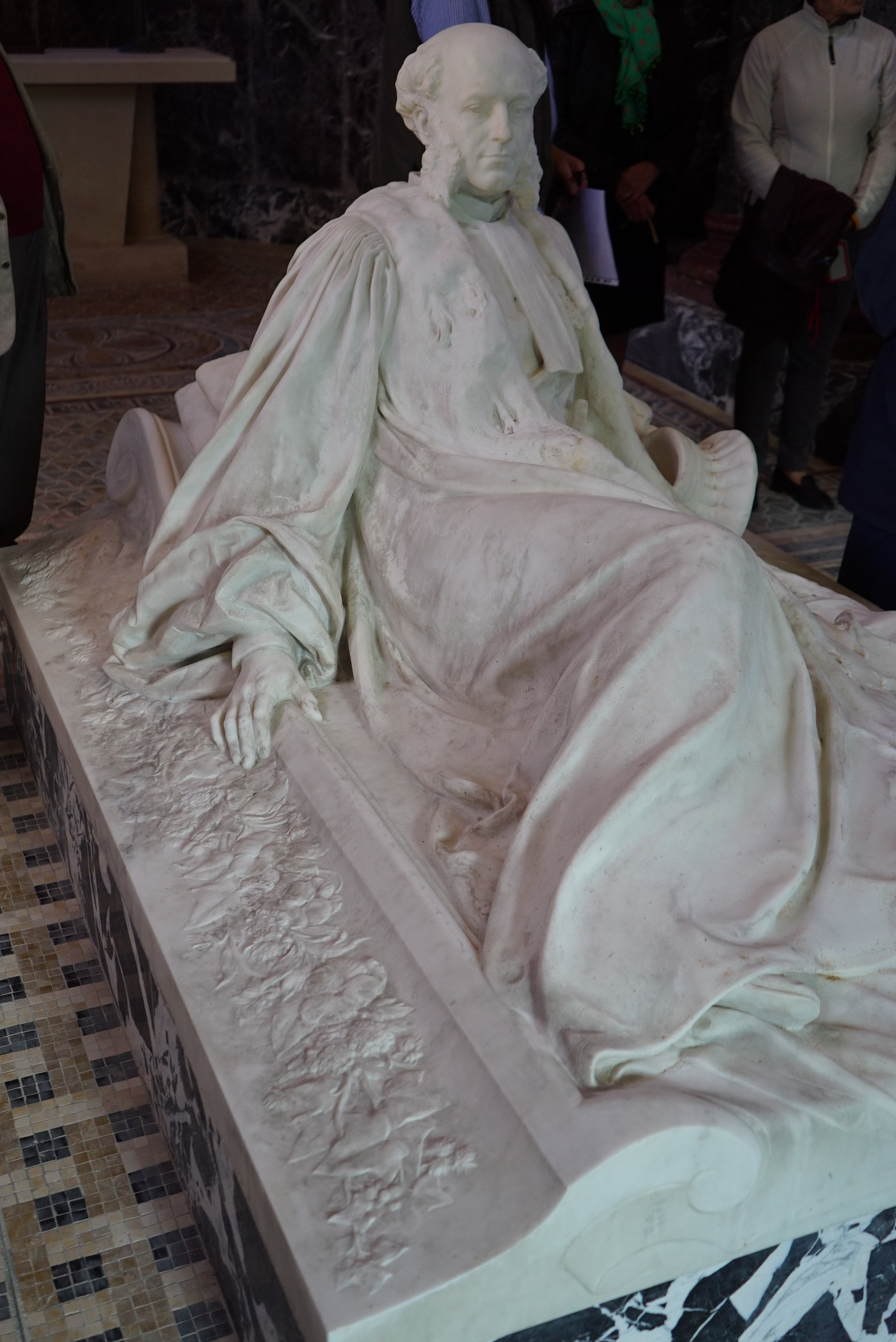
Gustave Michel, Monument à Jean-Marie Faynot.

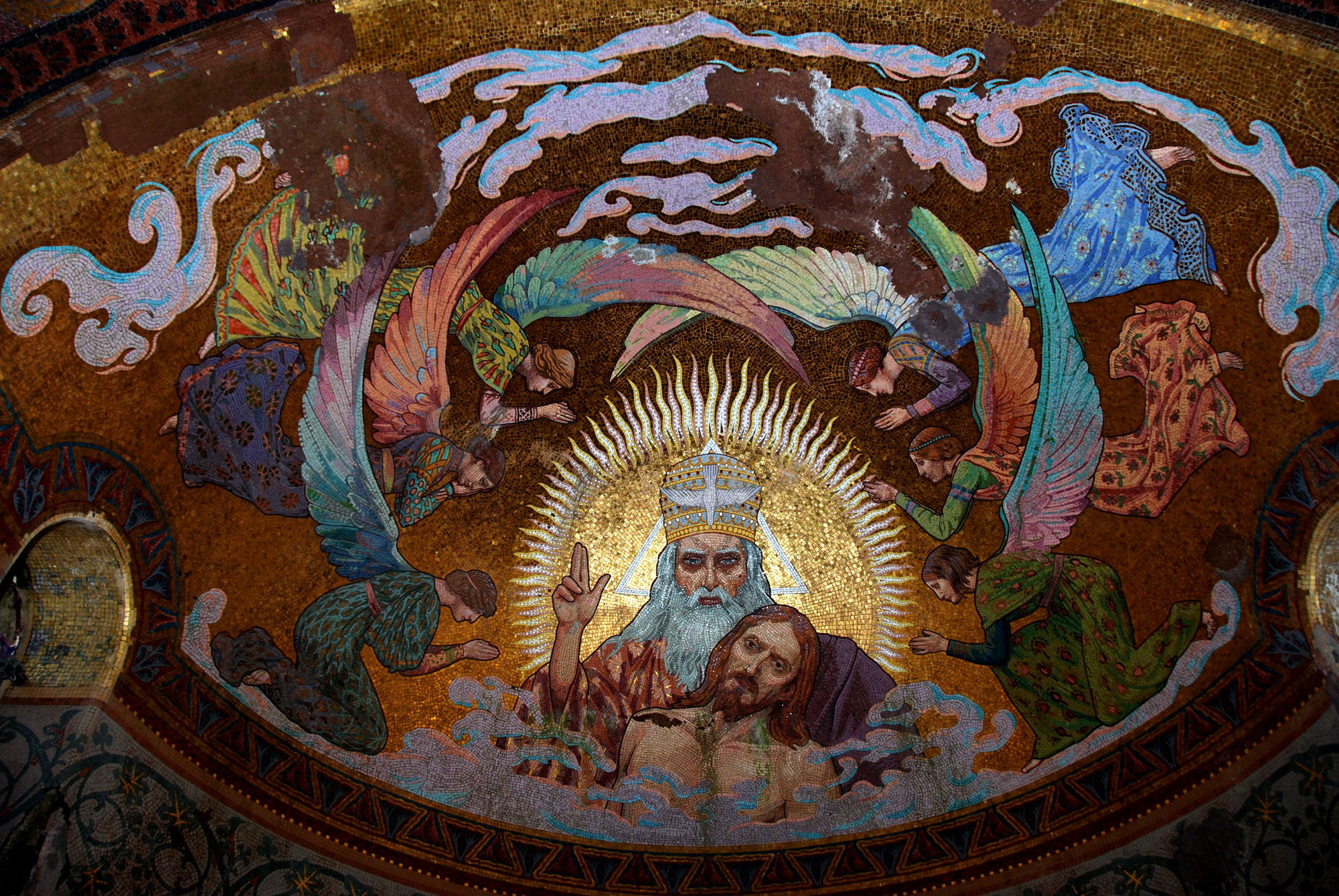
La Sainte Trinité - Mosaïque de l'abside par Rochegrosse et René-Martin.

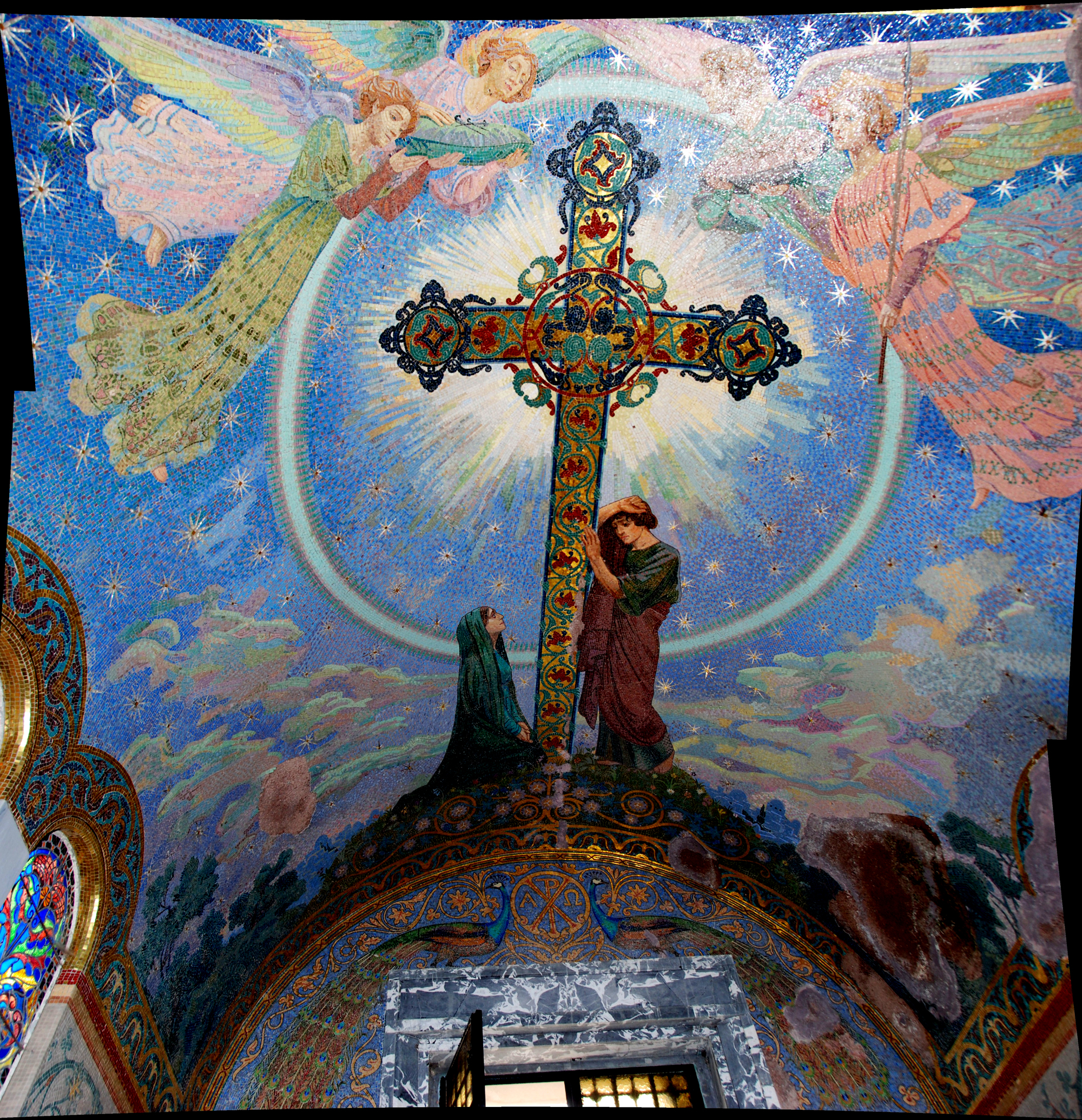
Mosaïque du portique : La Croix Glorieuse par Rochegrosse et René-Martin.

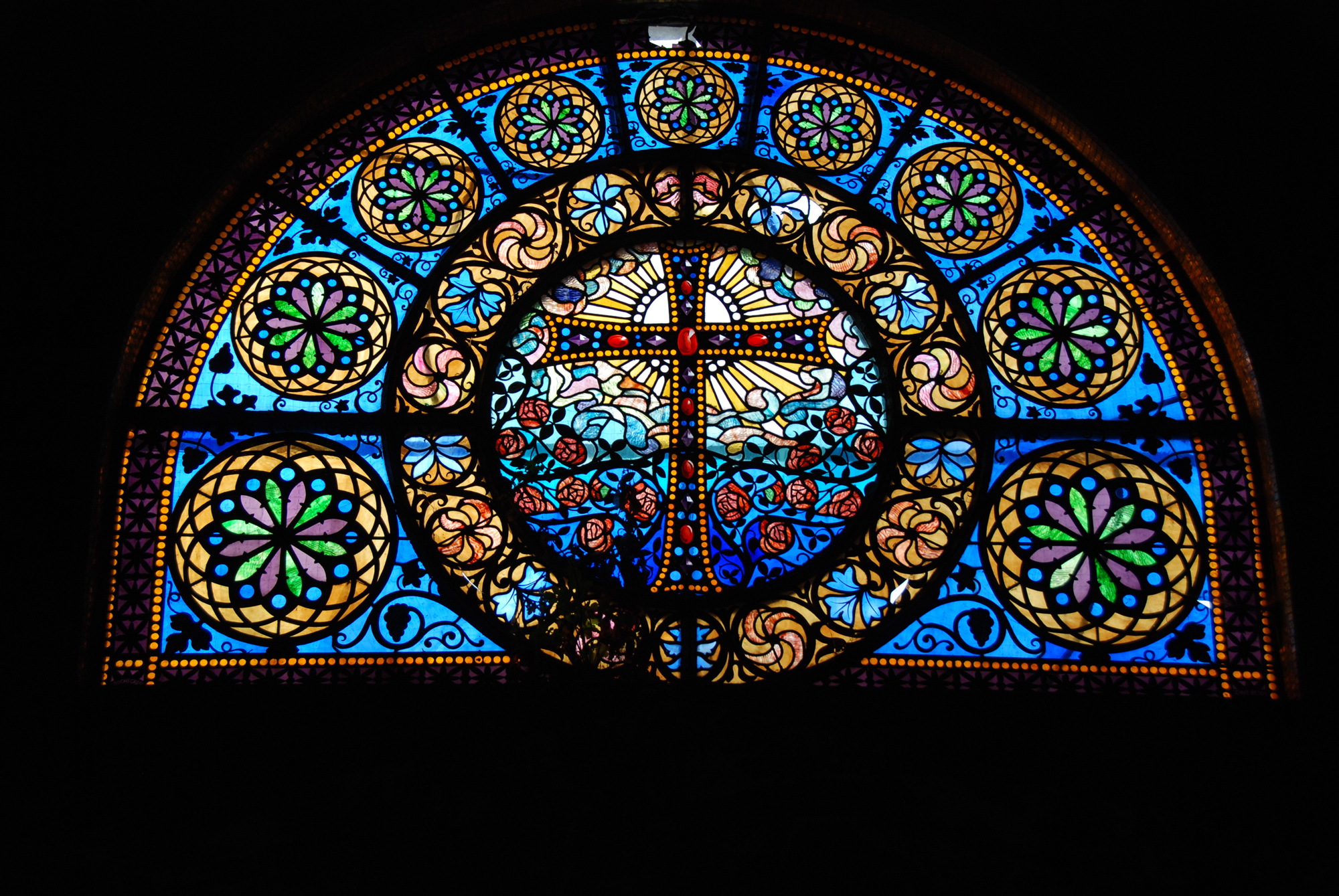
Le vitrail de la croix, côté est.

##### LeMonument à Jean-Marie Faynot
Le Monument à Jean-Marie Faynot prend place au centre. Le juge repose allongé sur un lit d'apparat, le buste et la tête redressés, les mains s'appuyant sur le lit. Il porte sa robe de magistrat et tient à la main gauche son bonnet à mortier. La Légion d'honneur est agrafée à sa robe. On peut noter l'adresse de la reproduction des détails, notamment l'élégance du drapé des vêtements, ainsi que la décoration florale du lit mortuaire, faite de roses, de lierre, de pensées et de marguerites. Mais cette statue de style moderne qui n'est donc ni un gisant, ni un orant, est avant tout vivante. L'intérêt se porte sur l'expression du visage du magistrat. Cet ouvrage en marbre blanc de Carrare, dû au sculpteur Gustave Michel, dont la signature est taillée au burin enV, sur le socle du lit, a été exposée[Quand ?] au Salon de Paris, avant de rejoindre sa destination.

##### Les colonnes
Trois colonnes jumelées se dressent à chaque angle intérieur de la croix grecque. Leur rôle est déterminant et complémentaire, pour définir les surfaces et volumes du carré et des branches de la croix grecque. Elles donnent naissance à la fois aux pendentifs supportant la coupole, à l'arcade de l'abside, à l'arcade du portique et sa voûte, aux arcades des branches Est et Ouest. Le fût des 12 colonnes est en marbre serpentine. Leur base et les tores les ornant sont en porphyre rouge. Les chapiteaux sont en marbre de Carrare et leur sculpture, inspirée du style corinthien, représente des feuilles d'acanthe stylisées.

##### Les mosaïques
La voûte de l'abside, en cul-de-four, reçoit la mosaïque la plus impressionnante, de par sa position axiale et son sujet. Elle décrit la Sainte Trinité (présence des trois personnages, le Père, le Fils et le Saint-Esprit, et symbolisme du triangle), mais elle évoque également le Jugement dernier. Dieu le Père, en majesté (couronne, auréole, cohorte d'anges en adoration) a le regard souverain et sévère du juge suprême (noter la main de justice). La densité du tableau tient à la présence du Christ, dont le visage bouleversant de souffrance et d'humanité appelle à la clémence. C'est l'image du fils de Dieu crucifié pour le rachat des fautes du genre humain... et qui va mourir. Là aussi, contraste saisissant ; surtout si l'on baisse le regard sur le visage de Jean-Marie Faynot.

##### La voûte
La voûte de la coupole est couverte en majorité par la représentation des quatre âges de la vie, symbolisés par quatre personnages ; chacun situé dans le paysage correspondant à l'une des quatre saisons de l'année. Une inscription latine précise chaque motif. Pueritia : une mère porte son enfant sur fond de décor printanier. Juventus : un jeune homme s'épanouit dans la flore estivale en jouant d'un instrument de musique. Maturitas : un homme barbu est plongé méditativement dans la lecture et assis sous un arbre à feuillage automnal. Senectus : une femme vit avec sérénité les dernières heures de sa vie, comme les dernières feuilles accrochées à l'arbre. Le dessin de ces quatre épisodes prend naissance dans chaque pendentif et rejoint un dessin floral géométrique qui entoure lui-même le cercle central de la coupole orné d'une grande étoile brillante. Ce cercle laisse entrevoir la base d'une forme cylindrique s'insérant dans la tourelle carrée de l'extérieur.
Au revers du portail de marbre, deux paons, symboles d'éternité et d'immortalité, entourent un monogramme dans lequel on remarque les deux premières lettres de Christos, en grec : XP. On note également l'Alpha et l'Oméga, signifiant que le Christ est le commencement et la fin de l'évolution créatrice (la première et la dernière lettres de l'alphabet grec). La voûte du portique est consacrée à la représentation de la Croix Glorieuse, signe du Christ ressuscité. Le Christ vient de vaincre la mort. La Vierge et saint Jean sont encore au pied de ce qui fut la croix de la souffrance, la croix du Golgotha, mais les anges portent en trophées les instruments de la passion et la croix, richement ouvragée, se dresse dans le ciel.
Les quatre arcades cintrées reliant les chapiteaux reçoivent, à chacune de leurs deux extrémités, une magnifique ornementation sous la forme du dessin de huit amphores identiques, décorées d'iris et de pavots ainsi que de l'étoile de David. On peut aussi porter intérêt aux différents floraux, géométriques ou célestes qui servent à relier et à mettre en valeur les principales scènes, ainsi que le contour des fenêtres et vitraux.

##### Les vitraux
L'éclairage intérieur du mausolée, élément essentiel de sa mise en valeur, est assuré par les deux vantaux en verre incolore du portail, les six fenêtres du portique, les deux fenêtres en demi-cercle du corps central, les deux fenêtres de l'abside.
Les vitraux, signés par G. Rochegrosse et réalisés par le  maître-verrier A. Schmit-Besch, sont principalement constitués de motifs floraux harmonieux où domine la rose. Les teintes, alliant des bleus et des rouges nuancés permettent une lumière suffisante pour aviver les coloris des mosaïques et des marbres.

##### L'autel

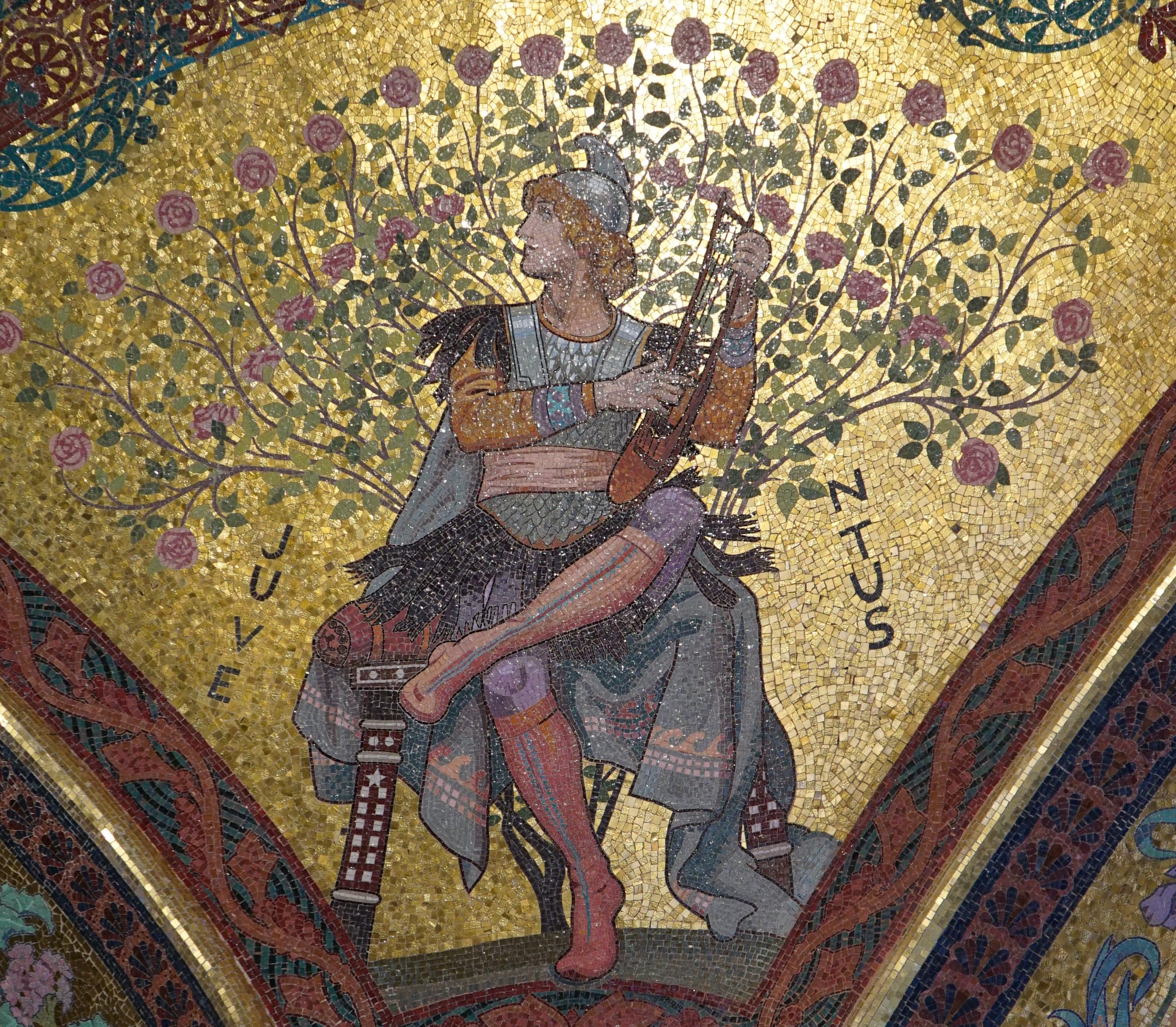
Juventus, détail de la coupole.

Il est situé dans l'abside, sans rapport avec le style du monument. Il a probablement été dressé lors de l'utilisation du mausolée en église provisoire après la guerre de 1914-1918.
On sait que Madame Faynot périt lors du voyage qui devait lui permettre de trouver le marbre destiné à son édification.

## Rénovation du monument

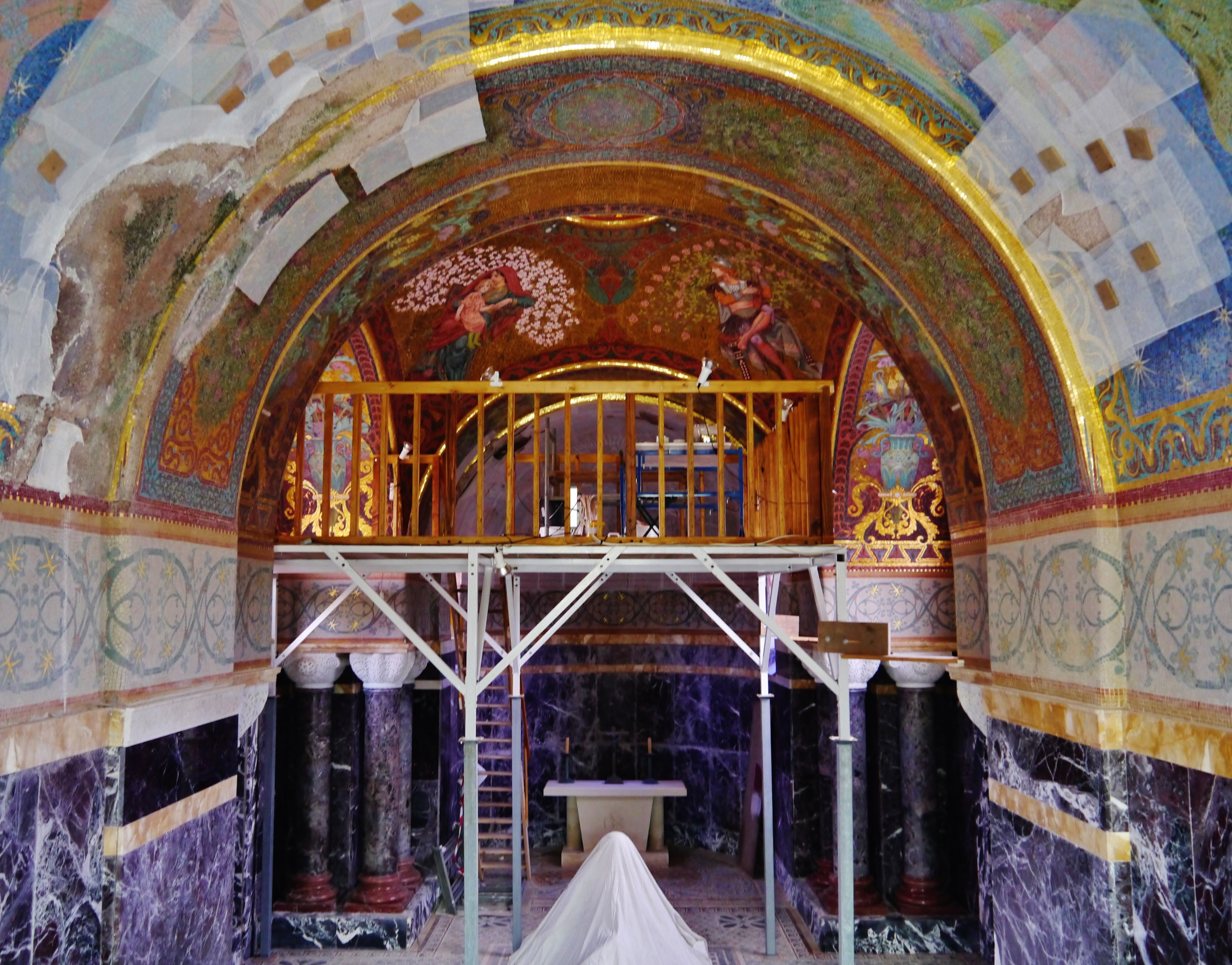
En rénovation.

Le mausolée se dégrade, sous l'action du temps. Devant le besoin d'entretien, une association de sauvegarde a été créée en 2011. Composée d'une équipe de bénévoles qui a ramassé les débris, nettoyé et refait l'étanchéité du bâtiment. Les vitraux ont été déposés et restaurés. Des plaques de marbres commandées en Italie pour la restauration des décorations et la restauration des mosaïques forment un chantier en cours. Un concours, organisé par le magazine Le Pèlerin  (« Un Patrimoine pour Demain ») a récompensé cette initiative avec un prix de 3 000 euros, remis par l'écrivain Éric-Emmanuel Schmitt qui écrit : « J'aime autant l'histoire d'amour que le monument. Une veuve éplorée prépare une chambre mortuaire pour son époux disparu. Autour de sa couche, elle déploie un raffinement amoureux très féminin : vitraux fleuris, peintures Art Nouveau, mosaïques colorées. C'est joyeux, accueillant, azuréen, le contraire d'un caveau morbide. »
Le mosaïste fourasin Jérôme Clochard, chargé de la restauration des mosaïques, avec la participation de Nathalie Chaulaic, et l'Association de Sauvegarde du monument, ont reçu en octobre 2016, le prestigieux prix " Le Geste d'Or", pour le travail réalisé dans le mausolée. Ce prix récompense des chantiers exemplaires dans le domaine du patrimoine bâti.
La Direction régionale des Affaires culturelles de la région Alsace, Champagne-Ardenne - Lorraine a considéré que l'édifice, en raison de son architecture, de la qualité remarquable de sa mise en œuvre et de son décor, illustrant l'art religieux en France à la fin du XIXe siècle, présentait assez d'intérêt pour qu'un dossier soit instruit au titre des monuments historiques. Le mausolée a été classé en 2021.